# Moschato
Moschato (griechisch Μοσχάτο (n. sg.)) ist ein Vorort im Süden der griechischen Hauptstadt Athen. Die von 1943 bis 2010 selbständige Gemeinde wurde durch die Verwaltungsreform 2010 mit dem benachbarten Tavros zur Gemeinde Moschato-Tavros zusammengeschlossen. Sie ist Bestandteil der Metropolregion Athen und zählt zu den südlichen bzw. südwestlichen Vorstädten der griechischen Hauptstadt.

## Lage
Das Gebiet von Moschato liegt unmittelbar an der Nordküste des Saronischen Golfs zwischen Kallithea und Paleo Faliro im Osten und Piräus im Westen. Die Bucht von Faliro (ältere Bezeichnung „Bucht von Phaleron“), welche sich vom östlichen Teil der Halbinsel von Piräus (Neo Faliro) bogenförmig nach Ostsüdost erstreckt, grenzt in ihrem nördlichen Scheitel an Moschato.
Im Norden grenzt Moschato an Agios Ioannis Rendis in der Gemeinde Nikea-Agios Ioannis Rendis und den Gemeindebezirk Tavros. Das Gebiet von Moschato ist eben und fällt flach zur Bucht von Faliro bzw. zum Saronischen Golf hin ab.
Im Westen bildet der Kifisos, der weitgehend mit einer Schnellstraße (Leoforos Kifisou, Teil der Nationalstraße 1) überbaut ist, die Grenze zu Piräus, im Westen der ebenfalls überbaute Ilisos die Grenze zu Kallithea.

## Geschichte
Das Gebiet war seit vorklassischer Zeit bewohnt, wie durch einige Funde bezeugt wird. So wurde in Moschato der Torso eines Kouros, ein weiblicher Torso und eine überlebensgroße Löwenstatue gefunden.
In der Antike befand sich auf dem Gebiet der heutigen Gemeinde Moschato und dem angrenzenden heute zu Kallithea und Piräus gehörenden Gebiet der demos Xypete (auch Eupete oder Eupeteon). Xypete bildete zusammen mit Piräus, Phaleron und Thymenidai eine religiöse Einheit, ein sogenanntes tetrakomon, das sich der Verehrung des Herakles widmete. Durch die Langen Mauern wurde das Gebiet, in dem sich der Hafen von Phaleron befand, gegen Norden, durch die Phalerische Mauer gegen Osten geschützt.

## Charakter
Die zuvor landwirtschaftlich, insbesondere zum Gemüse- und Weinbau genutzte Gegend war bis Anfang des 20. Jahrhunderts unbebaut. Der Gemeindename (das griechische Wort für die Rebsorte Muskateller) rührt vom Weinanbau her. In den 1920er und 1930er Jahren drang die städtische Bebauung in das Gebiet vor. Die Gemeinde ist mit Athen, Piräus und den umliegenden Vororten zusammengewachsen und durch Wohnbebauung urbanisiert. Der Norden des Gemeindegebietes ist durch ein Industriegebiet geprägt.

### Küstenstreifen
Der Küstenstreifen von Moschato war Teil des Faliro Coastal Zone Olympic Sports Complex bei den Olympischen Spielen 2004. Die 24 Hektar große Fläche zwischen dem Stadion des Friedens und der Freundschaft in Neo Faliron und dem offenen Beach-Volleyball-Stadion war als „ökologischer Park“ einbezogen. Die gepflanzten Bäume vertrockneten jedoch, als die nach den Spielen nicht gepflegt wurden, nach einigen Monaten, und die Fläche lag brach. Die Fläche soll einerseits für Schutzmaßnahmen gegen Überflutungen, andererseits für eine grüne Erholungs- und Sportfläche genutzt werden. Über die Finanzierung herrscht jedoch Uneinigkeit zwischen dem staatseigenen Unternehmen Olympic Properties und der Gemeinde Moschato.

### Moschee
Mit finanzieller Unterstützung eines saudi-arabischen Unternehmers wurde 2007 im Athener Vorort Moschato ein Griechisch-Arabisches Bildungs- und Kulturzentrum ins Leben gerufen. Es befindet sich in einer ehemaligen Fabrikhalle, die im Dezember 2006 für 2,5 Mio. Euro gekauft worden war. Darin ist Platz für mehr als 1000 Gläubige. In Athen ist bislang keine offizielle Moschee in Betrieb.

### Karneval
In Moschato hat seit den 1990er Jahren der Karneval eine besondere Tradition. Er wird in den zwei Wochen vor dem Rosenmontag (Kathara Devteri) gefeiert. Die Karnevalsparade ist die größte im Athener Raum.

## Verkehr

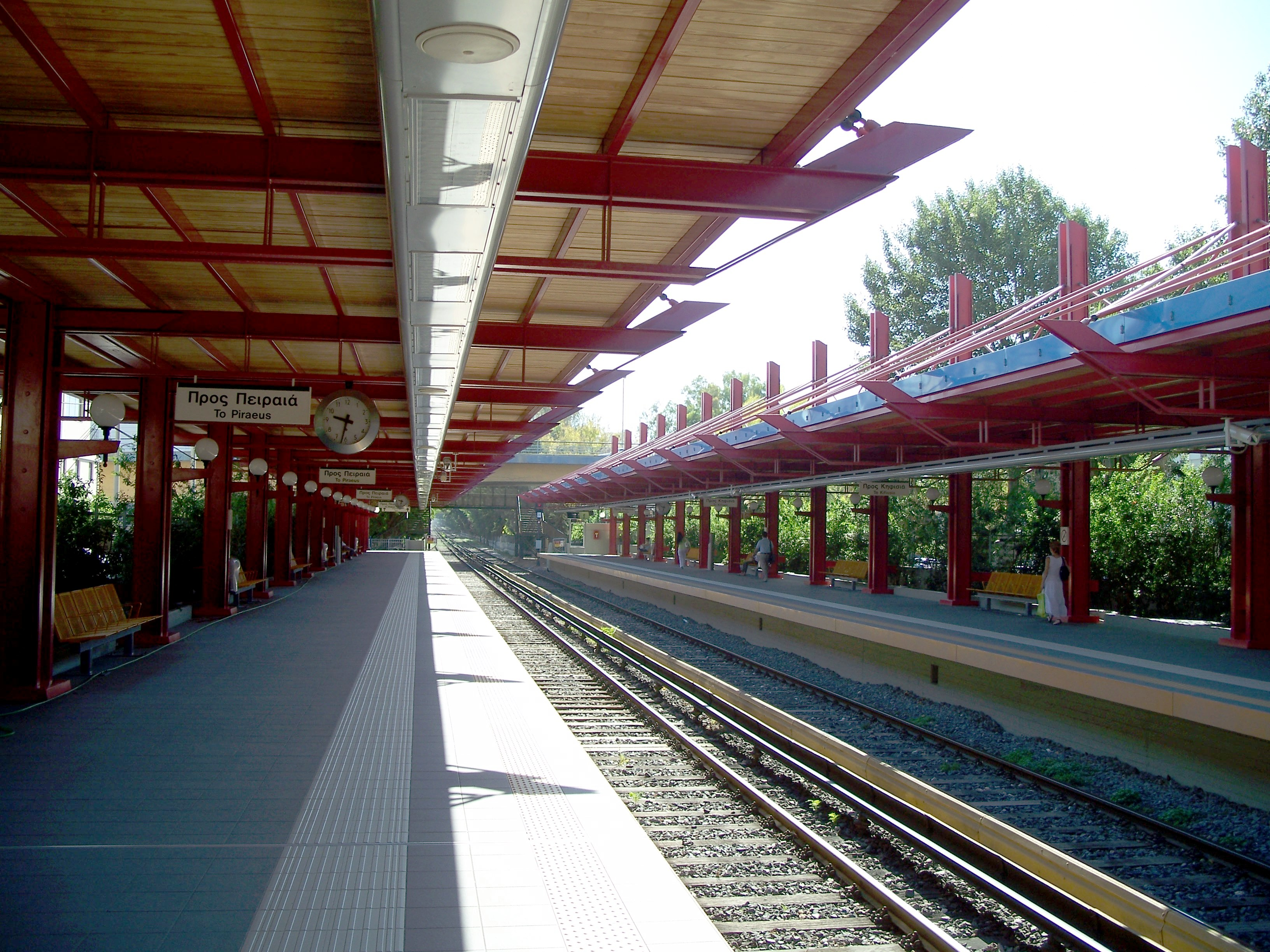
Metrostation Moschato

Moschato ist durch die Metrolinie ISAP mit Athen und Piräus verbunden. Die Metrostation liegt im Norden des Gemeindegebiets. Im Süden verläuft die Tram, die eine Verbindung nach Piräus im Westen (bisher bis zum Stadion des Friedens und der Freundschaft ausgebaut), ins Zentrum Athens im Norden und nach Glyfada im Osten herstellt.